# 188 Меніппа
188 Меніппа (188 Menippe) — астероїд головного поясу, відкритий 18 червня 1878 року.